# Dunaújváros
Dunaújváros er en industriby i det centrale Ungarn, ca. 60 km syd for Budapest. Byen, som ligger ved Donaus bred, har 41.394(2024) indbyggere. Dunaújváros blev bygget i 1950'erne og hed indtil 1961 Sztálinváros, som en hyldest til Josef Stalin.
Byen er i dag en af Ungarns vigtigste industribyer og huser bl.a. stålværket Dunaferr med dets tilhørende håndboldklub af samme navn.